# Gavin Muir
Gavin Muir (1900-1972) fue un actor de televisión y cine estadounidense.
Aunque nació en Chicago, Muir fue educado en Inglaterra y tuvo una significativa carrera en Broadway a través de 1933.  Su primera aparición cinematográfica es en un corto de 1932, después en la Mary of Scotland de John Ford en 1936.  Su carrera cinematográfica continuó a través de 1965, a menudo interpretando personajes, especialmente villanos con acento británico.

## Papeles en Broadway
- Enter Madame (1920) como John Fitzgerald

## Filmografía parcial
- Mary of Scotland (1936)
- Lloyd's of London (1936)
- Charlie Chan at the Race Track (1936)
- The Holy Terror (1937)
- Tarzan Finds a Son! (1939)
- Eagle Squadron (1942)
- Sherlock Holmes in Washington (1943)
- Passport to Suez (1943)
- Sherlock Holmes Faces Death (1943)
- The Story of Dr. Wassell (1944) .... mensajero militar holandés (no acreditado)
- The Merry Monahans (1944)
- Sherlock Holmes and the House of Fear (1945)
- Patrick the Great (1945)
- Calcutta (1947)
- Chicago Deadline (1949)
- Abbott and Costello Meet the Invisible Man (1951)
- Thunder on the Hill (1951)
- The Son of Dr. Jekyll (1951)
- Night Tide (1961)